# Effingham (Illinois)
Effingham is een plaats (city) in de Amerikaanse staat Illinois, en valt bestuurlijk gezien onder Effingham County.

## Demografie
Bij de volkstelling in 2000 werd het aantal inwoners vastgesteld op 12.384. In 2006 is het aantal inwoners door het United States Census Bureau geschat op 12.447, een stijging van 63 (0,5%).

## Geografie
Volgens het United States Census Bureau beslaat de plaats een oppervlakte van 22,6 km², waarvan 22,4 km² land en 0,2 km² water.

## Plaatsen in de nabije omgeving
De onderstaande figuur toont nabijgelegen plaatsen in een straal van 16 km rond Effingham.